# Trichorhina macrops
Trichorhina macrops is een pissebed uit de familie Platyarthridae. De wetenschappelijke naam van de soort is voor het eerst geldig gepubliceerd in 1993 door Souza-Kury.